# William Maxwell Aitken
William Maxwell Aitken, 1.er Barón Beaverbrook y Cherkley conocido también como Lord Beaverbrook (25 de mayo de 1879; Maple, Ontario, Canadá-9 de junio de 1964; Leatherhead, Surrey, Inglaterra) fue un político y escritor anglo-canadiense.

## Vida y Obras
Después de hacer una gran fortuna en Montreal como banquero, se trasladó a Inglaterra y tomó parte activa en la política del bando conservador. A principios de 1916, tomó el mando de varios periódicos y fundó otros, entre los que se pueden nombrar al Daily Express, el Sunday Express y el Evening Standard.
Se volvió un "magnate de la prensa" y defensor de la empresa privada, así como también de los intereses británicos imperiales. Ocupó varios cargos gubernamentales de alto nivel, como algunos puestos en el gabinete británico durante ambas guerras mundiales, pero jamás alcanzó el poder político que aspiraba tener. Es conocido por su profunda pero “tóxica” amistad con Winston Churchill. Como este mismo diría - “Hay gente que toma drogas, yo tomo Max”

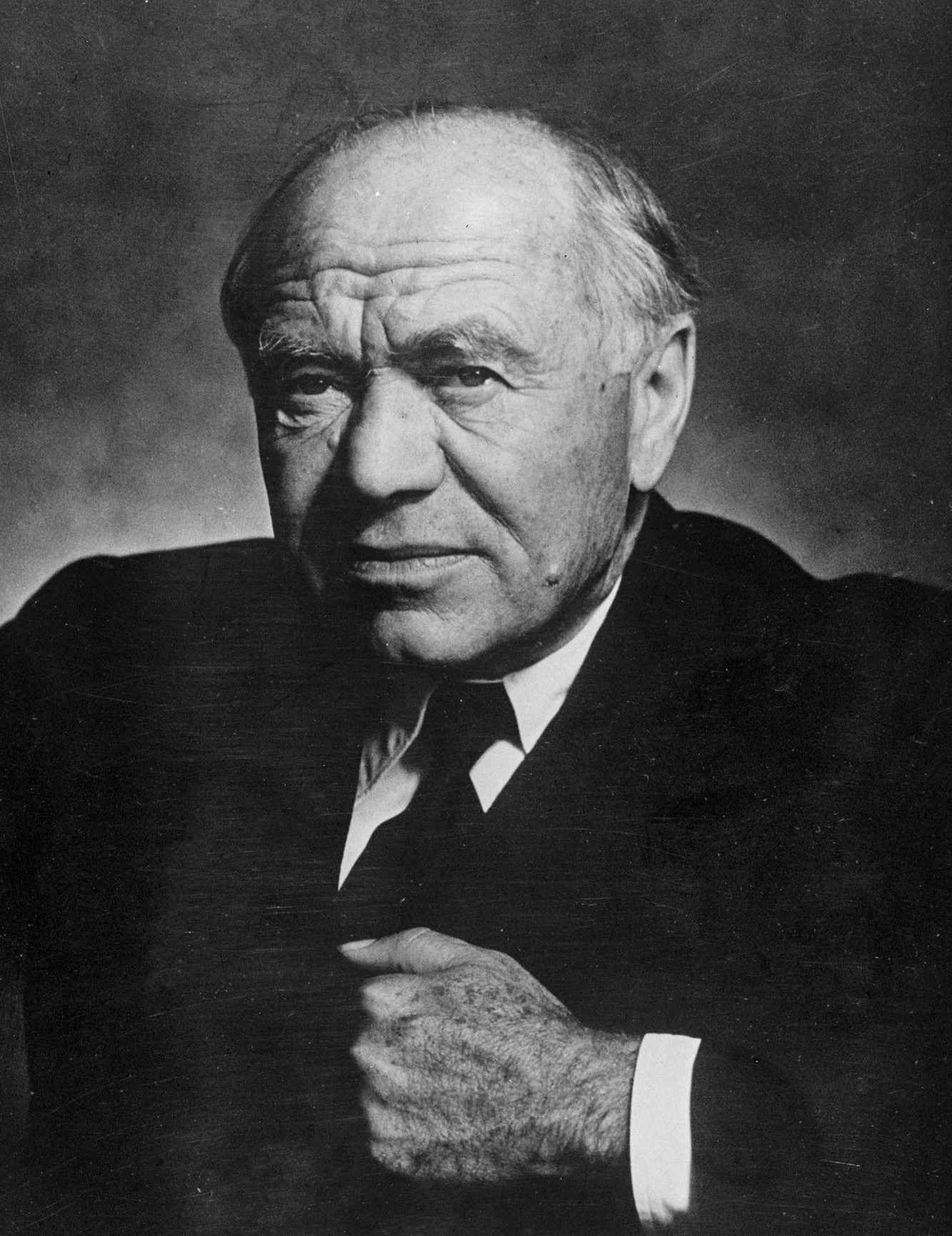
Max Aitken, 1947.